# Strzelectwo na Letnich Igrzyskach Olimpijskich 1900 – pistolet szybkostrzelny, 25 m
Strzelanie z pistoletu szybkostrzelnego z odl. 25 m rozgrywane było na Igrzyskach w Paryżu. 
Pomimo wielu wątpliwości zawody te nie są obecnie uznawane przez MKOl za oficjalną konkurencję olimpijską. Podobne stanowisko zajmują twórcy portalu Olympedia.org.

## Medaliści
| Złoto                   | Srebro               | Brąz                 |
| ----------------------- | -------------------- | -------------------- |
| Maurice Larrouy Francja | Léon Moreaux Francja | Eugène Balme Francja |

## Wyniki
| Poz.   | Zawodnik        | Kraj       | Wynik | Uwagi |
| ------ | --------------- | ---------- | ----- | ----- |
| złoto  | Maurice Larrouy | Francja    | 58    |       |
| srebro | Léon Moreaux    | Francja    | 57    | [ 3 ] |
| brąz   | Eugène Balme    | Francja    | 57    | [ 3 ] |
| 4      | Paul Moreau     | Francja    | 57    | [ 3 ] |
| 5      | Paul Probst     | Szwajcaria | 57    | [ 3 ] |
| 6      | Joseph Labbé    | Francja    | 57    | [ 3 ] |